# Daniel Svensson
Daniel Svensson, švedski pevec in bobnar, * 1977, Göteborg, Švedska.
Je trenutni bobnar melodične death metal skupine In Flames. Njegova prejšnja skupina je bila Sacrilege GBG, švedska death metal skupina, ki jo je Daniel ustanovil leta 1993 in v njej bil bobnar in vokalist. Skupino je zapustil da bi se pridružil skupini In Flames, s katero je leta 1999 posnel album Colony. Leta 2005 se je ponovno pridružil skupini Sacrilege GBG.

## Oprema
bobni TAMA Starclassic Maple
- 16"x22" Bas boben
- 16"x22" Bas boben
- 5.5"x14" Snare boben
- 10"x10" Tom Tom
- 10"x12" Tom Tom
- 14"x14" Floor Tom
- 16"x16" Floor Tom

TAMA hardware: 
- Iron Cobra Power Glide Double Pedal
- Iron Cobra Lever Glide Hi-Hat Stand
- 1st Chair Ergo-Rider Drum Throne

činele Meinl Percussion:
- 12" Mb20 Rock Splash
- 14" Mb20 Heavy Soundwave Hihat
- 16" Mb20 Heavy Crash
- 10" Mb20 Rock Splash
- 18" Mb20 Heavy Crash
- 22" Mb20 Heavy Bell Ride
- 18" Mb20 Rock China
- 18" Mb20 Heavy Crash
- 16" Mb20 Heavy Crash